# セレクトホテルズグループ
セレクトホテルズグループ（英: Select Hotels Group）は、株式会社エフ・イー・ティーシステムが運営する日本のホテルグループ。

## 概要
運営会社のエフ・イー・ティーシステムは、東京都千代田区に本社を置くホテルオペレーティング会社であり、ホテルの取得・経営・コンサルティングを行う会社。ホテル再生事業を核とし、都市部のホテル展開のみならず地方経済の活性化・雇用の創出に取り組んでいる。2022年度海外、国内含めて簡易連結子会社は15社、48店舗にのぼる。

## 歴史
2005年（平成17年）、中村比呂志を代表に株式会社エフ・イー・ティーシステムを創業。ホテル再生事業を手掛けるようになったのは、上場企業の友人経営者からの相談がきっかけ。長野プラザのホテル運営を任された。社名の由来は中村が大切にしている“Fortune=運”、”Encounter=出会い”、”Timing=タイミング”の頭文字から。ちなみに、社名に「システム」が入っている理由はこれからのホテルにはシステマチックな仕組みが必要不可欠、という意味から。

### 2000年代
2005年（平成17年）事業再生専門のコンサルティング会社として長野の長野プラザホテルの再生事業に取り掛かる。
当時の社員は3名からのスタートだった。ベットメイク、チラシ制作、雪かき等も行い、フロントバックで睡眠を取るなど奮闘した。

### 2010年代~
国内のホテル事業再生を軸に展開、のべ48店舗の再生を手掛ける。（現在の運営ホテル数は47店舗）ビジネスホテルからシティホテルまで幅広いジャンルを全国に展開。
2018年には東南アジアで海外初となるホテル再生事業を手掛ける迄になった。
現在は既存ホテルの運営再生支援、ホテル・土地の開発、新築ホテルの企画・運営を軸に展開している。
新築-合計9店舗
- いやし処ほてる寛楽本庄早稲田駅前
- ザ・セレクトン京都堀川三条
- ザ・セレクトン北本駅前
- いやし処ほてる寛楽富士山御殿場
- ザ・セレクトン倉敷水島
- ザ・セレクトン土浦駅前
- ザ・セレクトン久留米
- ザ・セレクトン松本
- ザ・セレクトンあべの松原駅前

再生-シティ9店舗
- 横手セントラルホテル
- 山形グランドホテル
- ホテルシティプラザ北上
- ザ・セレクトン福島
- セレクトグランド加賀山中
- ホテルビアントス
- ANA クラウンプラザホテル熊本　ニュースカイ
- セレクトロイヤル八代
- ザ・セレクトンプレミア　神戸三田ホテル

再生-ビジネス28店舗
- セレクトイン青森
- セレクトイン八戸中央
- ロイヤルホテル大館
- アネックスロイヤルホテル
- グランドパークホテル大館
- セレクトイン古川
- セレクトイン米沢
- セレクトインいわき駅前
- セレクトイン西那須野駅前
- セレクトイン宇都宮
- セレクトイン佐野駅前
- セレクトイン伊勢崎
- セレクトイン埼玉毛呂山
- セレクトイン伊勢原
- 長野プラザホテル
- セレクトイン長野
- セレクトイン三島
- セレクトイン沼津
- セレクトイン焼津駅前
- セレクトイン島田駅前
- セレクトイン富士山御殿場
- セレクトイン浜松駅前
- セレクトイン名古屋岩倉駅前
- セレクトイン敦賀
- セレクトイン津山
- セレクトイン四国中央
- ザ・セレクトン高松

合計47店舗

### 社会貢献
セレクトホテルズグループはSDGsに早くから取り組み、2011年度より日本ユニセフ協会を通じ、売上の一部をユニセフに寄付している。
また、2016年熊本地震発生時は震災支援としてANAクラウンプラザホテル熊本ニュースカイの売上の一部を復興支援として商品販売やチャリティー募金へ回している。 2015 年より外国籍の社員を積極的に採用。インドネシア、バングラデシュ、 ベトナム、ネパール、韓国など新入社員の3分の1が外国籍。

### ロゴマーク
社章としてバッチにしている。ビルが連結しているような、ホテルの「H」を象ったデザイン。
イメージは、ホテルが一つではなく、次につながるホテル経営、という意味で架け橋として次々と増えていく、繋がっていくチェーン店のイメージが込められている。

## 展望
2030年までに国内88店舗、海外62店舗、合計150店舗を目指す予定。

### 本社
本社は、東京都千代田区九段北1-13-5 ヒューリック九段ビルの12階に位置する。

### ブランド展開
出典：
4つのブランドを展開

#### Hotel Select Inn　セレクトイン
あたたかな"おもてなし"をお約束するフレンドリーなブランド
ブランドの看板メニューは「朝食カレー」「夜泣きラーメン」

#### THE CELECTON
出典：
東南アジア発祥ブランド。ジャパニーズホスピタリティとは「安心・安全・清潔・お辞儀」。

#### いやし処ほてる寛楽
出典：
和風木造建築で"いやし処"として利用できるロードサイド型ホテルブランド。

#### SELECT CITY
結婚式や各種宴会にも利用できるサービスブランド。

### ホテル一覧

#### Hotel Select Inn　グループ
東北エリア
- ホテルセレクトイン八戸中央
- ホテルセレクトイン青森
- ホテルセレクトイン古川
- グランドパークホテル大館
- ロイヤルホテル大館
- アネックスロイヤルホテル
- ホテルセレクトイン米沢
- ホテルセレクトインいわき駅前

関東エリア
- ホテルセレクトイン佐野駅前
- ホテルセレクトイン宇都宮
- ホテルセレクトイン西那須野駅前
- ホテルセレクトイン伊勢崎
- ホテルセレクトイン埼玉毛呂山
- ホテルセレクトイン伊勢原

東海エリア
- ホテルセレクトイン三島
- ホテルセレクトイン富士山御殿場
- ホテルセレクトイン島田駅前
- ホテルセレクトイン沼津
- ホテルセレクトイン浜松駅前
- ホテルセレクトイン焼津駅前
- ホテルセレクトイン名古屋岩倉駅前

中部・北陸エリア
- ホテルセレクトイン敦賀
- ホテルセレクトイン長野
- 長野プラザホテル

中国・四国エリア
- ホテルセレクトイン津山
- ホテルセレクトイン四国中央

#### THE CELECTON　グループ
- ザ・セレクトン福島
- ザ・セレクトンプレミア 神戸三田ホテル
- ザ・セレクトン京都堀川三条
- ザ・セレクトン北本駅前
- ザ・セレクトン倉敷水島
- ザ・セレクトン高松
- ザ・セレクトン土浦駅前
- ザ・セレクトン久留米
- ザ・セレクトン松本
- ザ・セレクトンあべの松原駅前

#### いやし処ほてる寛楽　グループ
- いやし処ほてる寛楽 本庄早稲田駅前
- いやし処ほてる寛楽 富士山御殿場

#### SELECT CITY　グループ
- 横手セントラルホテル
- 山形グランドホテル
- ホテルシティプラザ北上
- セレクトグランド加賀山中
- ホテルビアントス
- セレクトロイヤル八代
- ANAクラウンプラザホテル熊本ニュースカイ
- ホテルニュー長崎

### 世界での展開
東南アジア、東ヨーロッパ、北アメリカへの展開を見据え足掛かりに東南アジアで数店舗の展開をしている。
- エンソホテル　Enso Hotel operate by Celecton